# 萨拉托加 (怀俄明州)
萨拉托加（英語：Saratoga），是美国怀俄明州卡本县（Carbon）下属的一座城市。该市的人口在2000年为1,726人，2010年有1,690，2011年则估计有1,678人。